# Saint-Denis-du-Pin
Saint-Denis-du-Pin ist eine ehemals selbständige Gemeinde mit 672 Einwohnern (Stand 1. Januar 2022) im Arrondissement Saint-Jean-d’Angély, Département Charente-Maritime in Frankreich und gehörte zum Kanton Saint-Jean-d’Angély. Die Einwohner werden Diony-Sapinois und Diony-Sapinoises genannt.
Der Erlass vom 6. November 2015 legte mit Wirkung zum 1. Januar 2016 die Eingliederung von Saint-Denis-du-Pin als Commune déléguée zusammen mit der früheren Gemeinde La Benâte zur neuen Commune nouvelle Essouvert fest.

## Geographie
Saint-Denis-du-Pin liegt etwa 49 Kilometer ostsüdöstlich von La Rochelle.

## Bevölkerungsentwicklung
| Jahr                      | 1962 | 1968 | 1975 | 1982 | 1990 | 1999 | 2006 | 2013 | 2020 |
| Einwohner                 | 708  | 685  | 628  | 668  | 678  | 704  | 718  | 738  | 689  |
| Quelle: Cassini und INSEE |      |      |      |      |      |      |      |      |      |

## Sehenswürdigkeiten
Siehe auch: Liste der Monuments historiques in Saint-Denis-du-Pin
- Kirche Saint-Denis aus dem 11. Jahrhundert
- Wohnsitz von La Jallet
- Garten Pomone